# Fedje
Fedje är en kyrkby som utgör centralort och enda tätort i Fedje kommun i Vestland fylke i västra Norge. Orten ligger på norra delen av ön Fedje. Här finns Fedje kyrka.

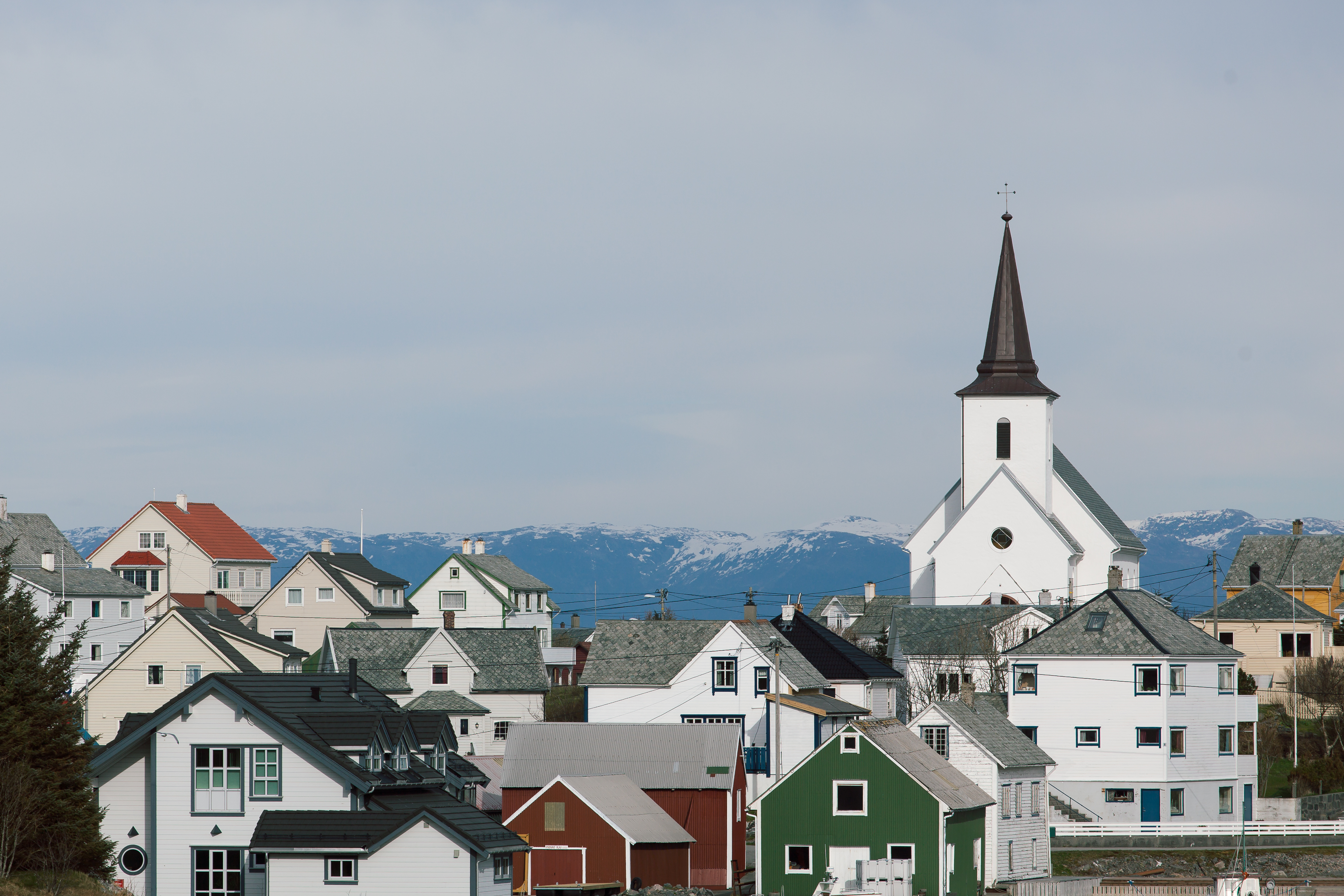
Fedje kyrka.